# Fettpapier

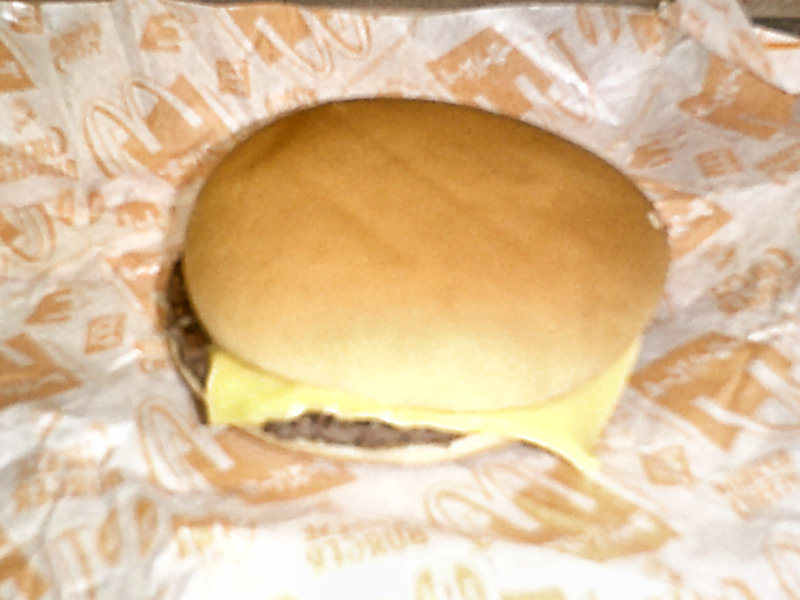
Cheeseburger auf Fettpapier, in welches er eingewickelt war

Fettpapier ist ein beidseitig silikonbeschichtetes Papier, in das Speisen fettdicht und aromaschützend eingepackt werden können.
Die häufigste Verwendung findet es im Fastfood-Bereich, sowie im Bäcker- und Fleischerhandwerk, wo sehr fetthaltige Esswaren wie zum Beispiel Hamburger, Wurst, Käse oder schokoladenhaltige Gebäckstücke wie etwa Florentiner für den Kunden verpackt werden.
Das teilweise auch als Pergamentersatz oder Butterbrotpapier bekannte Papier wird durch extrem feines Vermahlen von Zellstofffasern unter Beigabe von Zusatzstoffen, insbesondere Silikon, fettdicht gemacht.
Silikonpapier befindet sich außerdem auf der Rückseite von Aufklebern.